# Ophiacantha heterotyla
Ophiacantha heterotyla är en ormstjärneart som beskrevs av Hubert Lyman Clark 1909. Ophiacantha heterotyla ingår i släktet Ophiacantha och familjen knotterormstjärnor. Inga underarter finns listade i Catalogue of Life.